# Asztalos (családnév)
Az Asztalos régi magyar családnév. Eredetileg foglalkozásnév volt, jelentése: famegmunkáló, bútort, ajtót, ablakot készítő mesterember. Hasonló családnevek: Pados, Patkás, Polcos, Szekrényes.

## Híres Asztalos nevű személyek
- Asztalos István (1909–1960) romániai-magyar író, publicista
- Asztalos János (1822–1898) ügyvéd, politikus.
- Asztalos János (1918–1956) honvédtiszt, a Köztársaság téri pártház ostroma utáni lincselés egyik áldozata.
- Gyalui Asztalos János festő és asztalos
- Asztalos Lajos (1889–1956) sakkozó
- Asztalos Miklós (1899–1986) író, történész
- Asztalos Norbert magyar underground hiphop előadó
- Asztalos Sándor (1823–1857)
- Asztalos Sándor (1890–1959) magyar író, újságíró
- Asztalos Sándor (1908–1981) jogász, jogi szakíró
- Asztalos Sándor (1919–1970) költő, zenekritikus és esztéta